# ジャガー・XK140

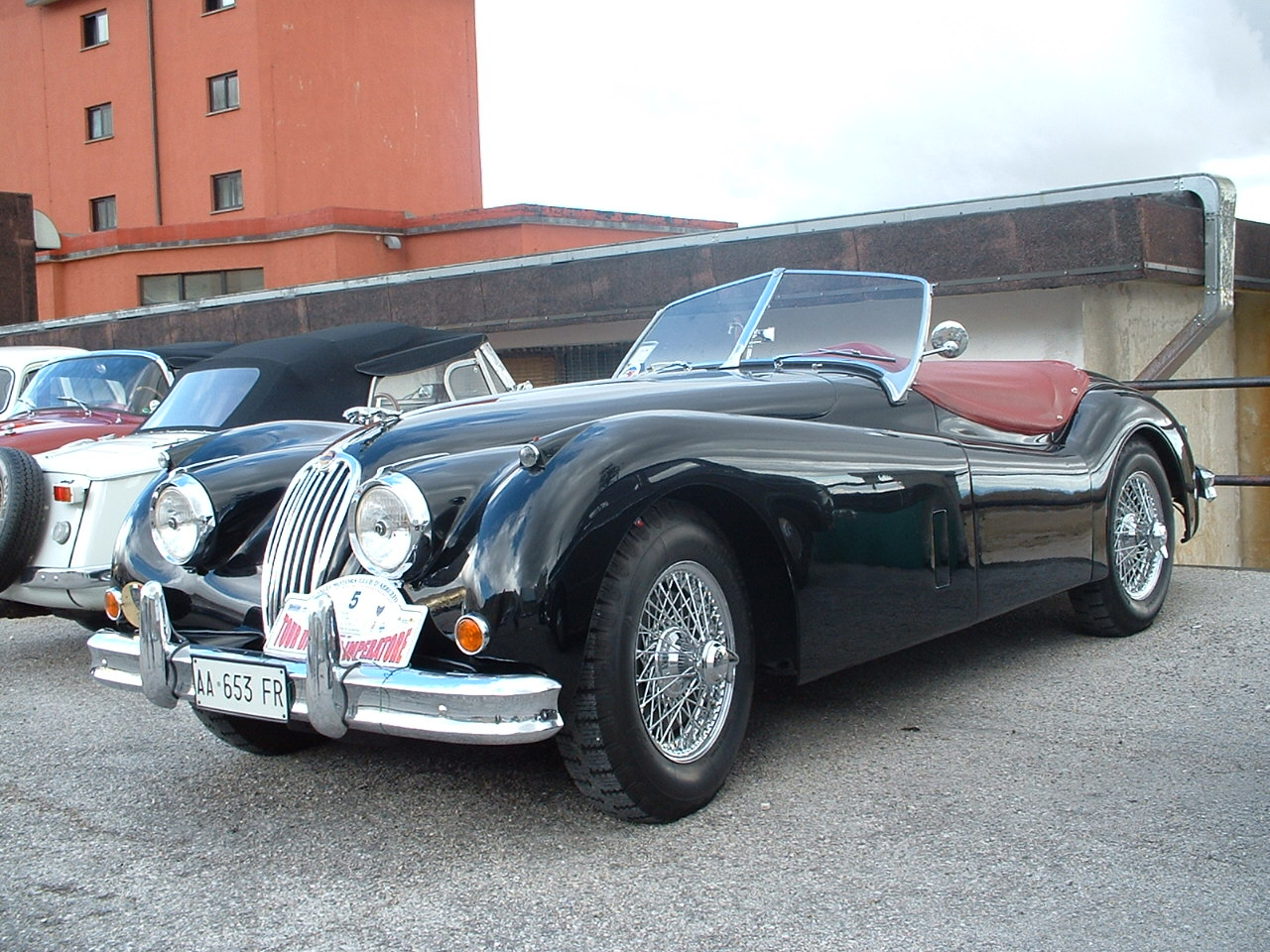
XK140

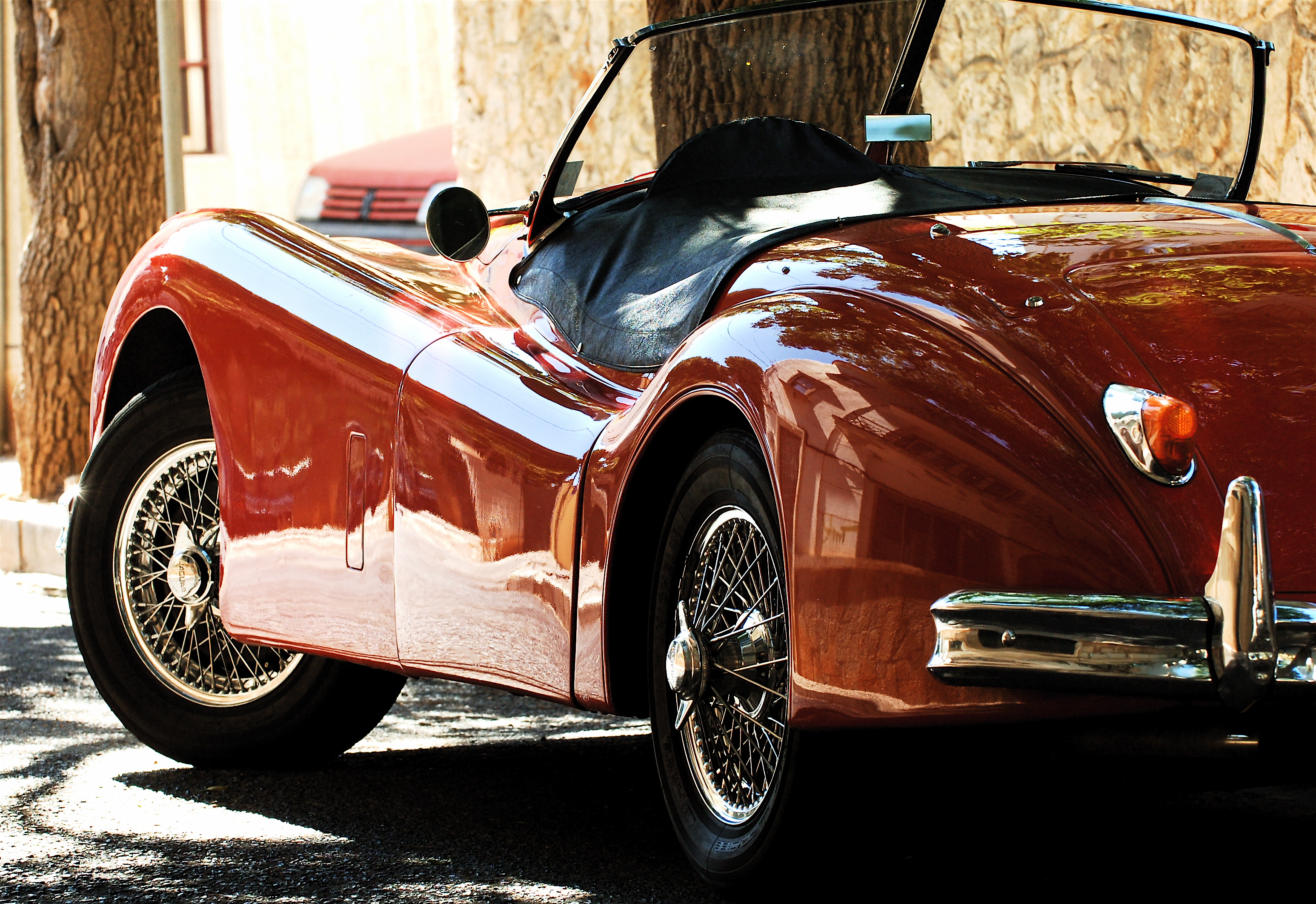
リアスタイル

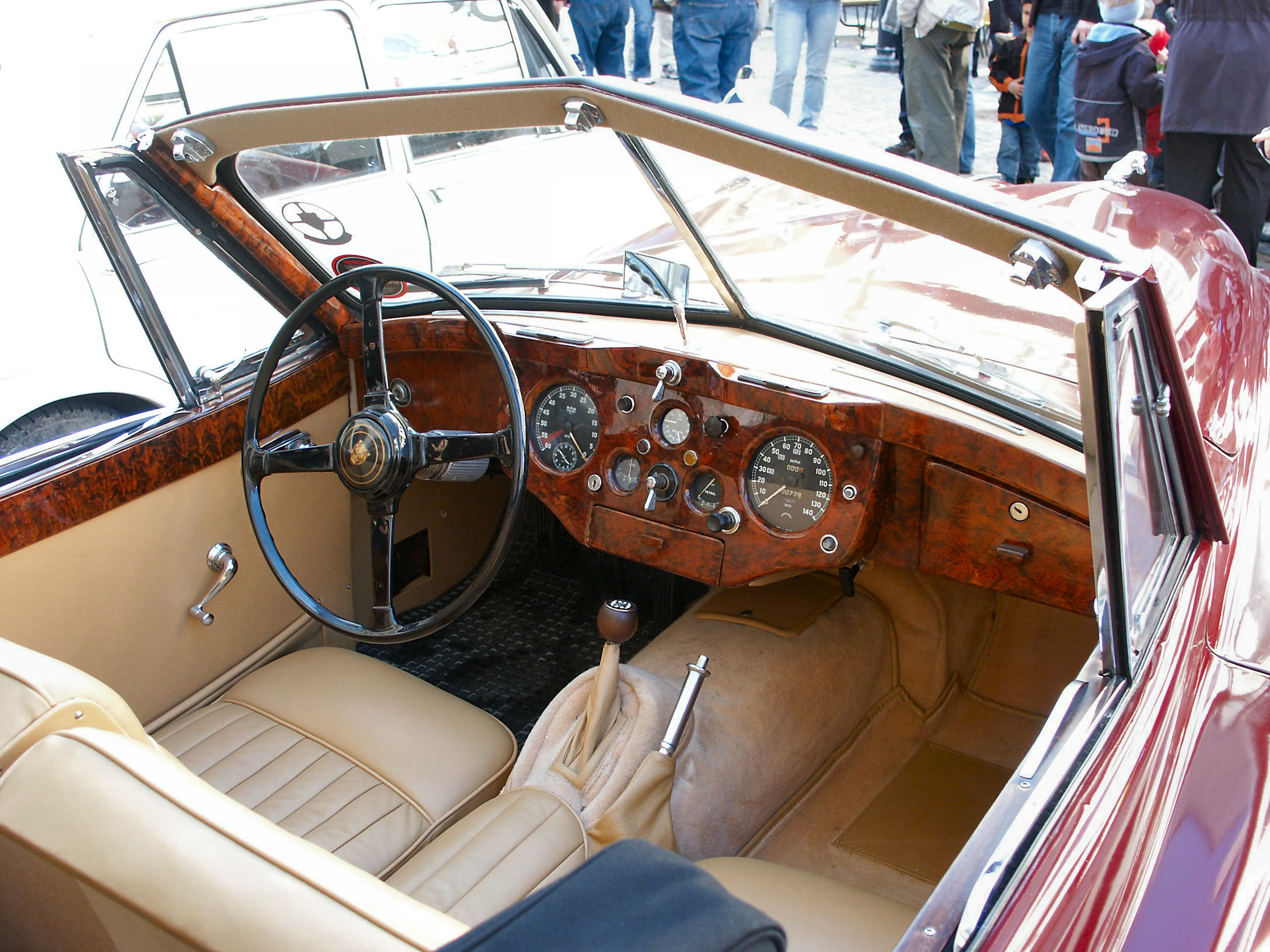
室内

ジャガー・XK140（Jaguar XK140）はイギリスの自動車メーカージャガーが1954年から1957年まで生産していたスポーツカーである。

## 概要
1954年のロンドンモーターショーにマークVII Mと同時に、XK120の後継改良型として発表された。XK140という名前は最高速度が140mph（約225km/h）であることによる。
外観はXK120と似ているが、「フロントグリルの、縦バーの本数が少ない」「バンパーが大型化された」点で識別できる。またクーペモデルはイメージそのままに室内が165mm延長され、2+2になった。
クーペの場合ボディは全長4,470mm、全幅1,640mm、全高1,400mm。ホイールベース2,590mm、車両重量1,295kg。
搭載された直列6気筒のXKエンジンは内径φ84.0mm×行程106.0mmの3,442ccで、圧縮比は8.0、SU製1 3/4のツインキャブレターを装備し出力はマークVII Mと同様190hp/5,500rpm、トルク28.1kgm/3,000rpmに向上、SE仕様ではCタイプのシリンダーヘッドを流用し210hp/5,700rpmを発揮した。搭載位置はキャビン足元スペースを確保するため76.2mm前方へ移動、これにより重量配分が50:50になり、ハンドリング向上にも寄与している。
トランスミッションはオーバードライブ付きの4MT。
ブレーキも前後ともドラムながら改良された。
ステアリングもCタイプと同じくラック・アンド・ピニオンを装備した。
1957年5月XK150発売に伴い製造中止された。